# Іменьківська культура
Іменьківська культура — археологічна культура залізної доби Середнього Надволжя.
Час існування — 400-700 роки по Р.Х.. Була поширена у Середньому Надволжі від правобережжя Нижнього Покам'я до впадіння річки Самара, від середньої течії річки Сура до середньої течії річки Біла.
Названа за городищем у села Іменькове Лаїшевського району Татарстану.

## Дослідження
Виділена Н.Ф. Калініним у 1953-54 роках у окрему «східнобуртаську культуру». Наприкінці 1950-х років Володимир Генінг ввів термін "ієневська культура" за матеріалами з розкопок Н.Ф. Калініна в 1953-54 роках. Сучасне розуміння іменьківської культури базується на працях П.Н. Старостіна й Г.І. Матвєєвої. Галина Матвєєва обґрунтувала приналежність іменьківської культури до ранньослов'янського кола культур.

## Опис

### Територіальний поділ
- південна (Самарська Лука);
- ульяновська (Надволжя Ульянівської області);
- сурська (у сточищі Сури у Мордовії й Чувашії);
- нижньокамська група (Татарстан);
- північно-східна (Удмуртія);
- романовська (північно-західний Башкортостан).

### Поселення й житла
Городища і селища, розташовані «гніздами». 
Напівземлянки, часто зрубні з центральним стовпом є слабо заглибленими прямокутними будинками стовпової конструкції. Могли мати декілька приміщень, опалювалися вогнищами. Присутні багато господарських ям. 

### Господарство
Основне господарство — орне землеробство, тваринництво.
Розвиненіша за сусідні культури чорна металургія та металообробка.

### Поховання
Ґрунтові могильники. Переважають трупоспалення на стороні. Очищені кістки зсипали в ямку та супроводжували керамікою, їжею, прикрасами та інше. Також присутні трупопокладення, що частіше багатші за трупоспалені. Трупопокладення підкреслюють іншокультурну присутність, або вплив.

### Вироби
Кераміка ліпна й виготовлена з використанням гончарного кола. Здебільшого колобокі та рідше ребристі горщики, миски, мініатюрні посудини, диски з бортиком й без нього. Зрідка посудини прикрашалися втисненням й насічками по обідцю, кужелі (здебільшого двоконічні), звіроподібні (рідше людиноподібні) фігурки. 
Прикраси належать різним типам і відбивають зв'язки іменьківців з іншими культурами.

## Ранній етап культури
Д. А. Сташенков виділив ранньо-іменьківську групу Сиделькине-Тимяшеве 3-4 сторіччя, що була пов'язана з традиціями кола київської культури, яка контактувала з сарматами.
Досліджені Галиною Матвєєвою ранні поселення іменьківської культури — типу Лбище (300-420 роки) на Самарській Луці та типу Славкине (ймовірно, дещо раніше 4 сторіччя по Р.Х.) також підтвердили зв'язок з зарубинецькою культурою. 
Д.А. Сташенков трактує іменьківську культуру, як продовження традицій перших слов'янських переселенців Сидельникове-Тимяшево й Лбищенського типу та додачу новоприбулого неслов'янського населення.
Поява ранньоіменьківської культури в результуті міграції пост-зарубинецького (слов'яноподібного) населення із заходу. Поряд з прийшлим пост-зарубинецьким компонентом у складенні іменьківської культури простежуються також місцеві пост-городецькі, пізньоскіфські й сарматські елементи.

## Пізній етап культури
Приблизно у 500-650 роки іменьківська культура досягла найбільшого поширення. Загальна чисельність пам'яток культури сягає понад 500, у тому числі біля 100 городищ.
Згасання іменьківської культури припадає на 650-700 роки й пов'язане з просуванням булгар з півдня до Середнього Надволжя.
Спадщина іменьківської культури відслідковується до доби Волзької Булгарії.
Валентин Сєдов вважає, що іменьківські слов'яни Надволжя під тиском булгар частково рушили лісостепом на захід у горішнє Подоння і увійшли до складу волицівської культури.

## Етнічна належність
Найближчою до іменьковської культури є поліський лісовий варіант зарубинецької культури.
Тривалий час іменьківців ототожнювали з поволзькими слов'янами, балтами, угро-фінами, угро-мадярами, тюрками, готами та пізніми сарматами. Тільки 1981 року Г.І. Матвєєва обґрунтувала приналежність іменьківської культури до культур ранньослов'янського кола, що ведуть своє походження від зарубинецької й пшеворської культур. Таке обґрунтування стало загальноприйнятним серед археологів за деякими виключеннями.
Валентин Сєдов вважає, що волинцівська культура (690-850 роки) з'явилася переселенням з середнього Надволжя племен іменьківської культури, які він вважає нащадками антів. До волинцівської культури існувала колочинська культура. Волинцівська культура була поширена у Подесінні, Посем'ї верхів'ях й середніх течіях Сули, Псла та Ворскли, горішнє Подоння до впадіння річки Вороніж, а також просунулася у горішнє Пооччя у 690-720 роках.
С.Г. Кляшторний та М.І. Жих пов'язують з іменьківцями згаданий у арабських джерелах народ ас-сакаліба, який, на їхню думку, локалізується на Середній Волзі.

### Мовні свідчення
Р.Ш. Насібуллин доводить приналежність носіїв іменьківської культури до праслов'янських племен на підставі запозичень в удмуртській мові, пов'язані з сільським господарством та рибальством.
В.В. Напольський на підставі ряду запозичень у волзько-фінських й пермських мовах бачить в іменьківцях носіїв якогось ізольованого балтослов'янського діалекту, який специфічно близький, але не тотожній праслов'янському.